# André Lotterer
André Lotterer, född 19 november 1981 i Duisburg, Tyskland, är en tysk racerförare som kör för Techeetah i Formel E.

## Racingkarriär
Lotterer inledde sin racingkarriär 2000, då han tävlade i det Tyska F3-mästerskapet, där han slutade på fjärdeplatsen. Till 2001 bytte Lotterer till det Brittiska F3-mästerskapet, där han slutade på en sjunde plats. 2002 var ett mellanår, även om han tog en poäng i Champ Car under ett inhopp. Från och med 2003 bytte Lotterer till formel Nippon, där han blev femma under debutsäsongen, tvåa 2004 och fyra 2005 för Satoru Nakajimas team. Sedan bytte han till Tom's Racing, där han 2006 blev trea, 2007 slutade femma, innan han åter blev trea 2008. Han tog sju segrar i serien under sina första sex säsonger. Under 2009 fortsatte han i Formel Nippon, där han blev trea. Han vann dessutom Super GT-mästerskapet 2009 och körde sitt första Le Mans 24-timmars. Under 2010 körde han återigen alla tre mästerskapen, och blev tvåa i alla tre. Under 2011 vann han för första gången Le Mans 24-timmars och Formel Nippon. Under 2012 vann han Sportvagns-VM och blev fyra i Formel Nippon. 2013 blev han tvåa i både Sportvagns-VM och Formel Nippon. Under 2014 fortsatte han i båda serierna, och gjorde dessutom ett inhopp i Formel 1 för Caterham under Belgiens Grand Prix, där han bröt redan på det första varvet.